# Gerbilliscus leucogaster
Gerbilliscus leucogaster é uma espécie de roedor da família Muridae.
Pode ser encontrada nos seguintes países: Angola, Botswana, República Democrática do Congo, Quénia, Malawi, Moçambique, Namíbia, África do Sul, Suazilândia, Tanzânia, Uganda, Zâmbia e Zimbabwe.
Os seus habitats naturais são: savanas áridas, matagal árido tropical ou subtropical, campos de gramíneas subtropicais ou tropicais secos de baixa altitude, e desertos quentes.